# 大學城 (加利福尼亞州)
大學城（英語：College City）是位於美國加利福尼亞州科盧薩縣的一個人口普查指定地區。

## 地理
大學城的座標為39°00′21″N 122°00′34″W / 39.00583°N 122.00944°W，而該地最高點為海拔高度22米（即72英尺）。

## 人口
根據2010年美國人口普查的數據，大學城的面積為8.492平方千米，當中陸地面積為8.492平方千米，而水域面積為0.000平方千米。當地共有人口290人，而人口密度為每平方千米34人。